# Macon (Georgia)
Macon er en amerikansk by og administrativt centrum for det amerikanske county Bibb County, i staten Georgia. Macon har 157.346(2020) indbyggere.